# 牧師館

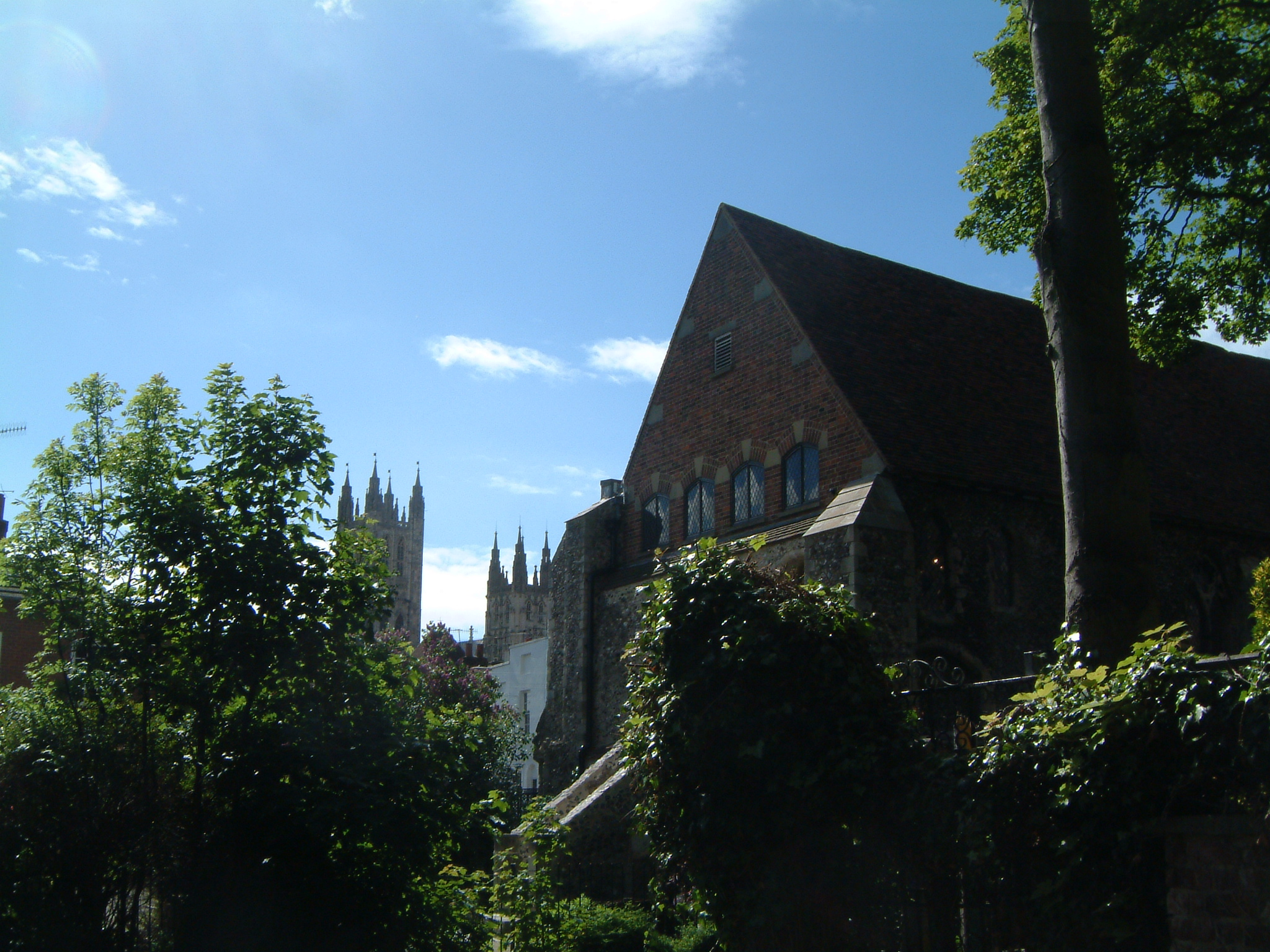
ケント州カンタベリーにある牧師館　後ろに見える尖塔はカンタベリー大聖堂

牧師館（ぼくしかん、英語: rectory）とは各教区の牧師が居住する、または以前に居住していた家屋。一般的にはイングランド国教会を中心とした聖公会において用いられる。今日においても各教区に牧師館をおく意義が失われた訳ではないが、実際には多くの牧師館が教会によって売却されている。こうした建物はレクトリーという名称を残すことが多い。おもにスコットランドで用いる表現である「manse」（牧師館 (スコットランド)）も同様の意味を有しているが、こちらは長老派教会、メソジスト、合同教会の聖職者についても用いられる。